# Chefatura
Em antropologia social, sociedade de chefatura ou, simplesmente, chefatura é o sistema de governo exercido sobre um conjunto de aldeias e que se baseia no exercício do poder por chefe. Trata-se de uma forma de organização política hierárquica frequentemente baseada no parentesco e na qual a liderança formal tende a ser monopolizada pelos membros mais proeminentes de algumas famílias ou clãs. Essas elites podem formar uma espécie de aristocracia político-ideológica. A chefatura é, portanto, liderada por um chefe, como titular de um papel político herdado.
Inicialmente, as diferenças de status refletem o papel que os indivíduos desempenharam na criação da chefatura. No entanto, embora se baseie inicialmente em conquistas pessoais, a classificação logo tende a se tornar hereditária, de modo que a posição social de uma pessoa passa a depender mais da sua origem familiar do que dos seus atos ou seja, o status passa a ser atribuído em vez de conquistado. E com o aprofundamento da diferenciação e o enrijecimento dessas categorias, surgem classes sociais distintas.
A hereditariedade, que fornece uma regra pronta para a sucessão da chefia, também é o caminho para o enraizamento de uma classe nobre. Começando como um pequeno núcleo de partidários íntimos do líder de guerra que se tornou chefe de família, os homens que inicialmente se distinguiam apenas pela posição com base em suas façanhas pessoais em batalha acabam tendo suas posições formalizadas e consolidadas em classes sociais distintas. Esse estágio é claramente sinalizado quando os nobres conseguem transmitir seu status aos descendentes por herança.
O conceito de chefatura foi apresentado formalmente pela primeira vez por Kalervo Oberg em 1955, como sendo basicamente um agregado de aldeias cujos líderes são hierarquicamente subordinados ao governo centralizado de um chefe político supremo. A chefatura representou, pela primeira vez na história humana, a superação da autonomia da aldeia e o estabelecimento de uma política supra-aldeia.